# .hr
.hr is het topleveldomein voor websites uit Kroatië (Kroatisch: Hrvatska). Het .hr domein wordt uitgegeven door CARNet (Croatian Academic and Research Network) dat gevestigd is in Zagreb. De instantie voor het beheer en de registratie van de .hr-domeinen is opgericht op 27 februari 1993.

## Beperkingen
Een .hr domein is in principe gratis, maar het is slechts beperkt te registreren. Een bedrijf/rechtspersoon kan slechts één domeinnaam registreren met daarin zijn (bedrijfs)naam. Voor alle andere doeleinden, o.a. de commerciële, kan men een subdomein registreren zoals .com.hr. Dit type (sub)domein is niet gratis.
Daarnaast is het niet mogelijk om een internationalized domain name te registreren dat eindigt op .hr.